# Blood Bowl (videogioco 2009)
Blood Bowl è un videogioco strategico fantasy di football americano sviluppato dallo studio Cyanide. È un adattamento dell'omonimo gioco di miniature della Games Workshop, che usa le regole del Living Rulebook 5.0.

## Modalità di gioco
Il giocatore deve affrontare 8 squadre di razze differenti man mano che va avanti nel gioco, giocabili solo nella modalità di esibizione. C'è un solo "star player" per razza, come Griff Oberwald.